# Rio Tibaji
Le rio Tibaji ou rio Tibagi est une rivière du sud-est du Brésil qui coule dans l'État du Paraná. C'est le plus important affluent du rio Paranapanema, donc un sous-affluent du rio Paraná.
Le rio Tibaji est le troisième plus long de l'État du Paraná, après le rio Paranapanema et le rio Iguaçu. 
Il a été décrit par l'explorateur et naturaliste français Auguste de Saint-Hilaire. 

## Étymologie
Le terme Tibaji signifierait en langue indigène (d'après Edmundo Alberto Mercer) beaucoup de rapides (de l'union des mots Tiba = beaucoup, et ji = rapide, chute d'eau).

## Géographie
Ses sources se trouvent sur le territoire des municipes de Campo Largo, Palmeira et Ponta Grossa, au centre-sud de l'État. Son cours traverse l'État depuis le sud vers le nord, jusqu'à son confluent avec le rio Paranapanema dans lequel il se jette en rive gauche, à la frontière avec l'État de São Paulo.

Le bassin du rio Tibaji s'étend sur 41 municipalités et couvre 25 239 km2 entièrement dans l'État du Paraná.